# Moïse Mensah
Moïse Mensah, né le 22 mars 1934 à Sassandra, en Côte d'Ivoire, et mort le 1er juillet 2019, à Paris, en France, est un ingénieur agronome et homme politique béninois.